# Idioma chichewa
El chichewa es el idioma nacional oficial de Malaui.
El chichewa, también llamado chinyanja, es una de las lenguas de la familia bantú, muy habladas en el centro y sur de África. Se habla también en Mozambique, en especial en las provincias de Tete y Niassa, en Zambia (especialmente en la Provincia Oriental), así como en Zimbabue donde es el tercer idioma más hablado tras el shona y el ndebele. La zona central del chichewa la forman Malaui, Zambia y Mozambique.